# 1000 mozdony
Az 1000 mozdony, eredeti címén 1000 Locomotiven aus aller Welt, egy vasúti könyv.
A könyv 1000 (elsősorban német) mozdonyt, motorvonatot mutat be országonkénti bontásban. Minden vasúti járműhöz rövid technikai rész, történet és fénykép tartozik. A fejezetek elején az ország rövid vasúttörténetéről is olvashatunk.

## Tartalomjegyzék
- Előszó
- Nagy-Britannia
- Belgium
- Dánia
- Németország
- Észtország
- Franciaország
- Görögország
- Olaszország
- Jugoszlávia
- Luxemburg
- Hollandia
- Norvégia
- Ausztria
- Lengyelország
- Románia
- Oroszország
- Svédország
- Svájc
- Csehország, Szlovákia
- Törökország
- Magyarország
- Észak-Amerika
- Kanada
- Dél-Amerika
- Ázsia
- Ausztrália/Új-Zéland
- Afrika
- Tárgymutató
- Képgaléria
- Szószedet

## Magyarul
- 1000 mozdony. Történet, klasszikusok, technika; ford. Horváth Judit et al.; Alexandra, Pécs, 2006
- 1000 mozdony. Történet, klasszikusok, technika; ford. Horváth Judit et al.;  2. jav. kiad.; Alexandra, Pécs, 2007